# 豊田佐吉記念館
豊田佐吉記念館（とよださきちきねんかん）は、静岡県湖西市にある人物記念館・企業博物館。

## 概要
1988年10月30日、トヨタグループの創業者である豊田佐吉の誕生120年を記念して、生誕の地である湖西市山口（旧敷知郡山口村）に開館した。
当施設は、敷地に点在する建物と裏山を一体的に整備したもので、豊田式木製人力織機などを展示する展示室や裏山に展望台が設置されている。このほか、1990年には江戸時代後期に建築された佐吉の生家が復元され一般公開されている。
また、普段非公開となっている母屋は、1907年佐吉が40歳の頃に両親のために建てたもので、木造2階建て面積は244.6m2。1916年頃には数寄屋造りの平屋の離れ（同じく非公開）が増築されている。
1989年には豊田佐吉邸として市の指定史跡（文化財）に指定されたほか、第8回静岡県景観賞優秀賞を受賞している。
佐吉の命日には、トヨタグループや、その提携先で遠州の地縁もあるスズキの首脳らによる顕彰祭が開かれる。

## 画像

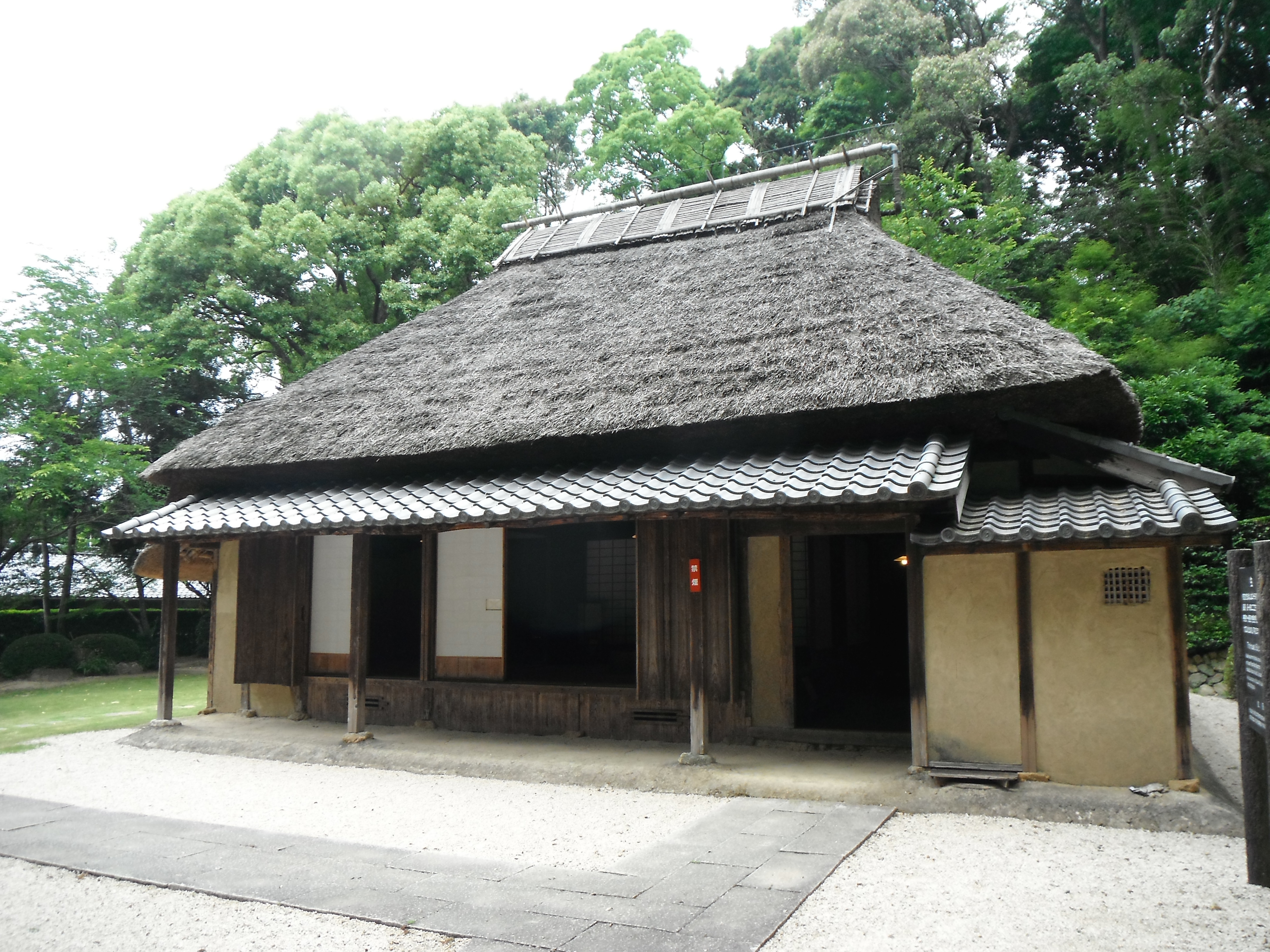
豊田佐吉生家（復元）
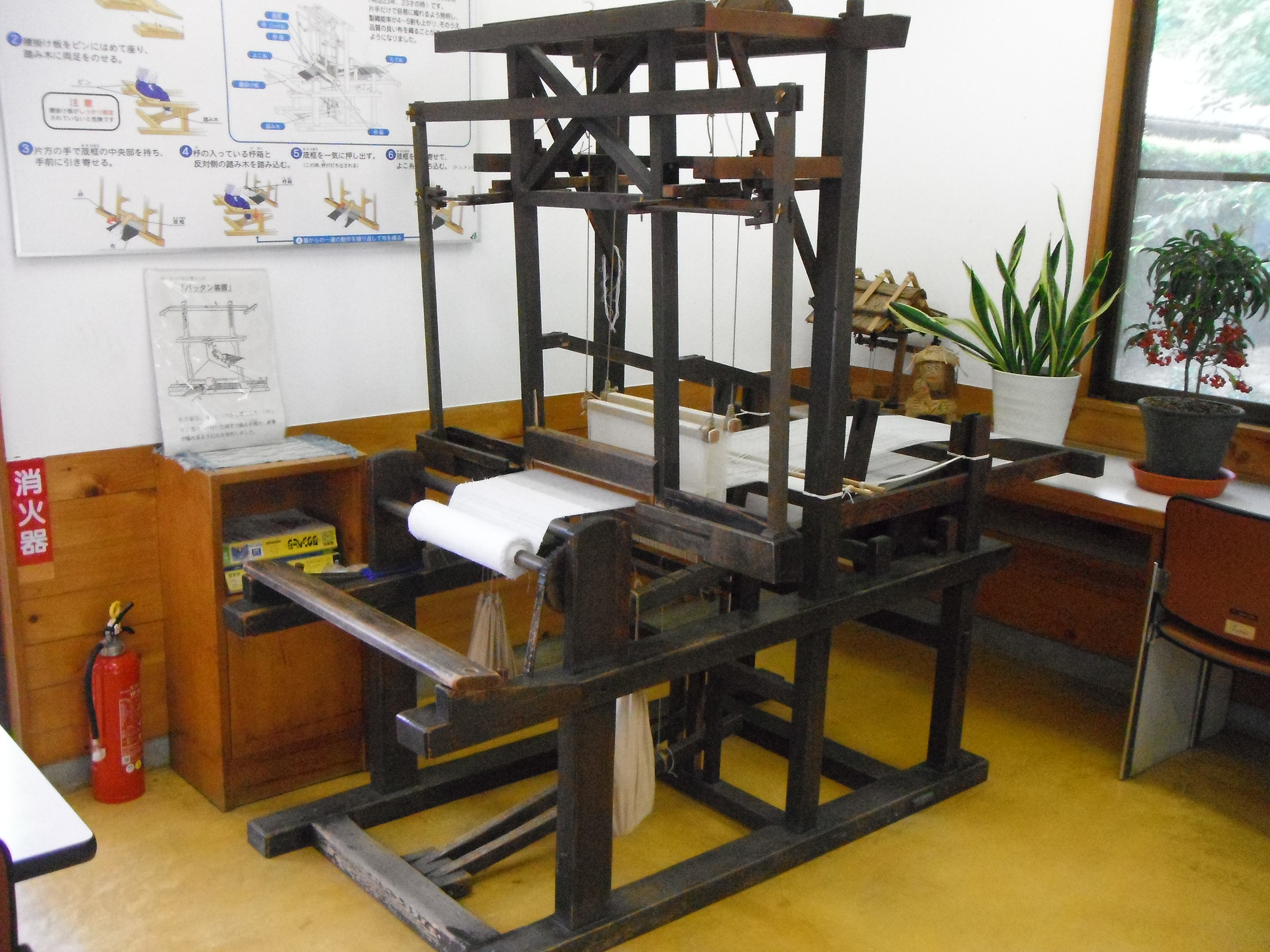
展示されている豊田式木製人力織機

## アクセス
- 湖西市コミュニティバス「コーちゃんバス」白須賀鷲津線「豊田佐吉記念館」停留所から、徒歩3分